# تک‌خال آمریکایی
تک‌خال آمریکایی یک شخصیت تخیلی و ابرقهرمانانه در کتاب‌های کامیک می‌باشد. این کاراکتر به دست پائول لورتا خلق شده و در خنده‌دارترین تصاویر متحرک هفتگی شماره اول (۱۳۹۳) معرفی شد.